# وهربلک
وهربلک (به آلمانی: Wehrbleck) یک شهر در آلمان است که در دیفولتس واقع شده‌است. وهربلک ۷۹۳ نفر جمعیت دارد.